# جئوسل
جئوسل (گرجی: ჯეოსელი) شرکت مخابرات گرجستانی است، که در سال ۱۹۹۶ تأسیس شد.